# Джек — Гарбузова Голова

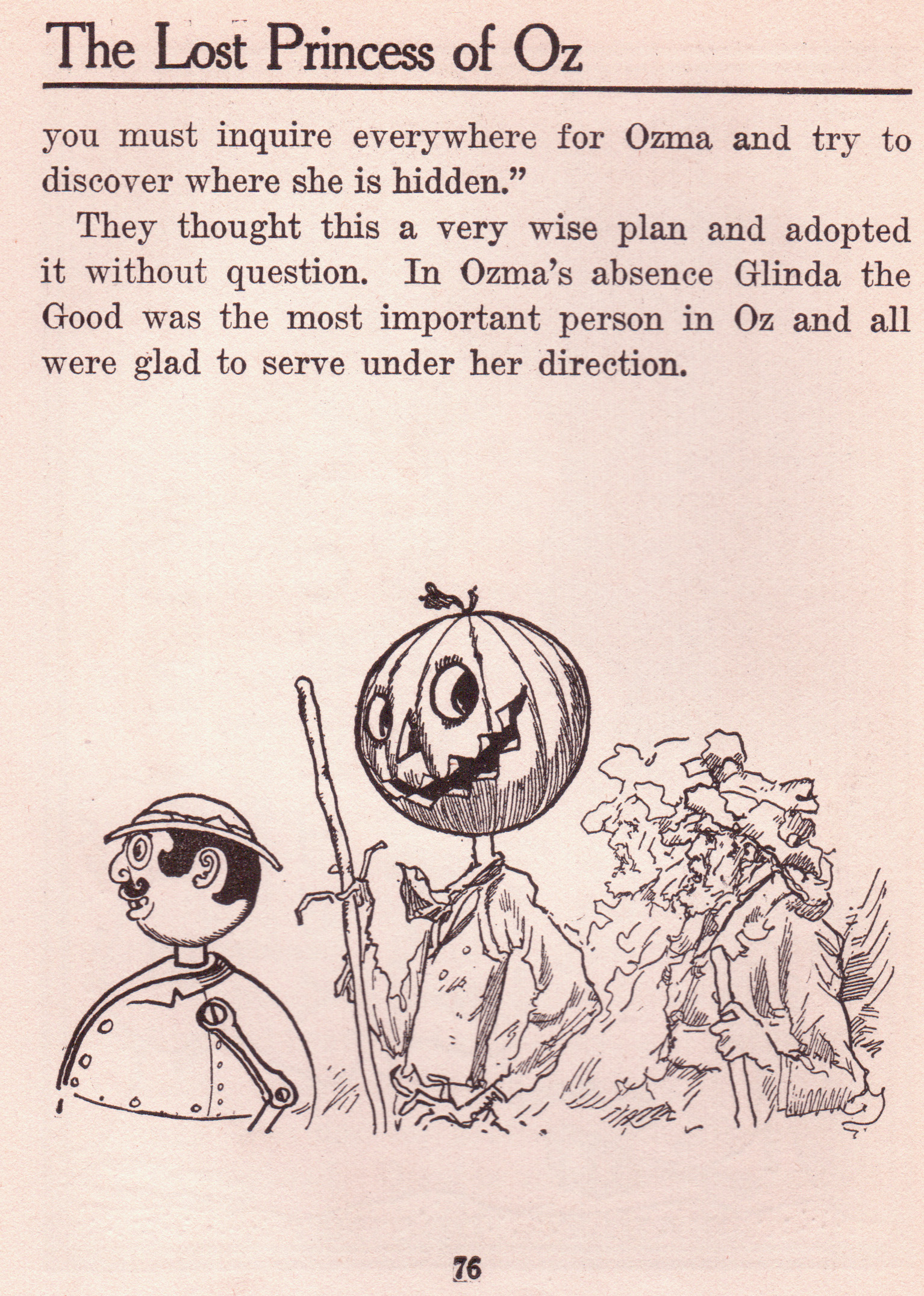

Джек — Гарбузова Голова (англ. Jack Pumpkinhead) — один з героїв казкового циклу про Країну Оз (автор — Лаймен Френк Баум). Довготелесий дерев'яний чоловік з гарбузом замість голови.

## Історія Джека— Гарбузової Голови
Джек — дерев'яне опудало, яке створив хлопчик Тіп, оживлене за допомогою Життєдайного Порошку в другій книзі Лаймена Френка Баума зі серії про Країну Оз. Джек — Гарбузова Голова незграбний, добродушний і простакуватий.

## У відеоіграх
- У грі Королівство (офіційний сайт гри: kor.ru) Джек — Гарбузова Голова є господарем Гарбузової Гаті на південному сході Мутної Драговини.

## У екранізаціях
- Джек — Гарбузова Голова — персонаж фільму 1985 року «Повернення в Країну Оз», знятого за мотивами творів Л. Ф. Баума «Дивовижна країна Оз» та «Озма з країни Оз».
- Джек — Гарбузова Голова — головний герой мультфільму «Жах перед Різдвом» (режисер — Генрі Селік, продюсер — Тім Бертон).
- В епізоді фільму «Сонна лощина» можна побачити опудало у вигляді Джека — Гарбузової Голови (режисер — Тім Бертон).
- Джек — Гарбузова Голова присутній у мультфільмі «Пригоди в Смарагдовому місті[ru]».